# Arco venoso dorsal do pé
O arco venoso dorsal do pé é um arco venoso do pé.